# Resultate der Ständeratswahlen (2023–2027)
Dieser Artikel enthält die Resultate aller für die Zusammensetzung des schweizerischen Ständerats während der 52. Legislaturperiode (Oktober 2023–Oktober 2027) massgeblichen Wahlen. Dies umfasst die zusammen mit den Nationalratswahlen vom 22. Oktober 2023 durchgeführten ordentlichen Wahlen, die Ersatzwahlen für während der Amtszeit zurückgetretene oder verstorbene Ratsmitglieder sowie die ordentlichen Erneuerungswahlen im Kanton Appenzell Innerrhoden vom 30. April 2023, an welcher der Appenzeller Ständerat für die Zeit von 2023 bis 2027 gewählt wurde.

## Wahlsystem
Ausführlicher hierzu: Ständerat – Wahlverfahren
Die schweizerische Bundesverfassung legt in Art. 150 fest, dass die Wahl und Amtsdauer der Ständeräte in die Zuständigkeit der Kantone fällt. Es gibt allerdings eine gewisse Vereinheitlichung. In allen Kantonen wird der Ständerat direkt durch das Volk gewählt: im Kanton Appenzell Innerrhoden an der Landsgemeinde, in allen anderen Kantonen an der Urne. Die Ständerate des Kantons Jura sowie des Kantons Neuenburg werden im Proporzverfahren (Verhältniswahlrecht) gewählt, in allen anderen Kantonen galt in der 52. Legislatur das Majorzverfahren (Mehrheitswahlrecht). Dabei gilt üblicherweise ein System mit zwei Wahlgängen: Im ersten Wahlgang muss ein Kandidat, um gewählt zu werden, das (unterschiedlich berechnete) absolute Mehr erreichen. Im zweiten Wahlgang genügt das relative Mehr: Gewählt ist, wer am meisten Stimmen erhalten hat.
In allen Kantonen ausser Appenzell Innerrhoden fanden die Ständeratswahlen für die 52. Legislaturperiode zusammen mit den Nationalratswahlen vom 22. Oktober 2023 statt. Für den Kanton Appenzell Innerrhoden werden auch die Ständeratswahlen vom 30. April 2023 angegeben. Dies deshalb, weil der dort Gewählte während der 52. Legislaturperiode im Ständerat sitzt.

## Kanton Aargau

### Ordentliche Wahl, 1. Wahlgang (22. Oktober 2023)
Quelle:
Weil im 1. Wahlgang nur der bisherige Ständerat Thierry Burkart das absolute Mehr von 96'112 Stimmen erreichte, musste ein 2. Wahlgang angesetzt werden.
| Kandidat | Kandidat                 | Partei      | Stimmen | %      | Ergebnis |
| -------- | ------------------------ | ----------- | ------- | ------ | -------- |
|          | Thierry Burkart (bisher) | FDP         | 105’897 | 52,2 % | gewählt  |
|          | Benjamin Giezendanner    | SVP         | 86’430  | 42,6 % |          |
|          | Gabriela Suter           | SP          | 51’930  | 25,6 % |          |
|          | Marianne Binder-Keller   | Mitte       | 48’414  | 23,9 % |          |
|          | Irène Kälin              | Grüne       | 38’511  | 19,0 % |          |
|          | Barbara Portmann         | GLP         | 20’692  | 10,2 % |          |
|          | Lilian Studer            | EVP         | 16’499  | 8,1 %  |          |
|          | Nancy Holten             | parteilos   | 4’212   | 2,1 %  |          |
|          | Theres Schöni            | LOVB AG1    | 3’542   | 1,7 %  |          |
|          | Pius Lischer             | parteilos   | 1’964   | 1,0 %  |          |
|          | Vereinzelte              | Vereinzelte | 6’354   | 3,1 %  |          |

### Ordentliche Wahl, 2. Wahlgang (19. November 2023)
Quelle:
Weil im 1. Wahlgang nur ein Kandidat das absolute Mehr erreicht hatte, fand am 12. November 2023 ein 2. Wahlgang statt. Dabei galt das relative Mehr.
| Kandidat | Kandidat               | Partei    | Stimmen | %      | Ergebnis |
| -------- | ---------------------- | --------- | ------- | ------ | -------- |
|          | Marianne Binder-Keller | Mitte     | 84'431  | 50,2 % | gewählt  |
|          | Benjamin Giezendanner  | SVP       | 79'429  | 47,2 % |          |
|          | Nancy Holten           | parteilos | 2'879   | 1,7 %  |          |
|          | Pius Lischer           | parteilos | 1'385   | 0,8 %  |          |

## Kanton Appenzell Ausserrhoden(1 Sitz)

### Ordentliche Wahl (22. Oktober 2023)
Quelle:
| Kandidat | Kandidat               | Partei      | Stimmen | %      | Ergebnis |
| -------- | ---------------------- | ----------- | ------- | ------ | -------- |
|          | Andrea Caroni (bisher) | FDP         | 14'705  | 90,4 % | gewählt  |
|          | Vereinzelte            | Vereinzelte | 1'561   | 9,6 %  |          |

## Kanton Appenzell Innerrhoden(1 Sitz)

### Ordentliche Wahl 2023 (30. April 2023)
An der Landsgemeinde vom 30. April 2023 wurde der bisherige Ständerat Daniel Fässler (Mitte) ohne Gegenkandidaten und mit nur vereinzelten Gegenstimmen wiedergewählt.
Weil an der Landsgemeinde mit offenem Handmehr abgestimmt wird, können keine genauen Stimmenverhältnisse angegeben werden.
| Kandidat | Kandidat                | Partei | Ergebnis |
| -------- | ----------------------- | ------ | -------- |
|          | Daniel Fässler (bisher) | Mitte  | gewählt  |

## Kanton Basel-Landschaft(1 Sitz)

### Ordentliche Wahl (22. Oktober 2023)
Quelle:
| Kandidat | Kandidat           | Partei | Stimmen | %      | Ergebnis |
| -------- | ------------------ | ------ | ------- | ------ | -------- |
|          | Maya Graf (bisher) | Grüne  | 45'554  | 54,4 % | gewählt  |
|          | Sven Inäbnit       | FDP    | 35'976  | 42,9 % |          |

## Kanton Basel-Stadt(1 Sitz)

### Ordentliche Wahl (22. Oktober 2023)
Quelle:
| Kandidat | Kandidat            | Partei      | Stimmen | %      | Ergebnis |
| -------- | ------------------- | ----------- | ------- | ------ | -------- |
|          | Eva Herzog (bisher) | SP          | 42'677  | 73,1 % | gewählt  |
|          | Balz Herter         | Mitte       | 6'959   | 11,9 % |          |
|          | Pascal Messerli     | SVP         | 6'730   | 11,5 % |          |
|          | Eric Weber          | VA          | 974     | 1,7 %  |          |
|          | Vereinzelte         | Vereinzelte | 624     | 0,7 %  |          |

## Kanton Bern

### Ordentliche Wahl, 1. Wahlgang (22. Oktober 2023)
Quelle:
Im 1. Wahlgang erreichte niemand das absolute Mehr von 173'210 Stimmen, was einen 2. Wahlgang erforderlich gemacht hätte.
| Kandidat | Kandidat                 | Partei        | Stimmen | %      | Ergebnis |
| -------- | ------------------------ | ------------- | ------- | ------ | -------- |
|          | Flavia Wasserfallen      | SP            | 158’843 | 42,6 % |          |
|          | Werner Salzmann (bisher) | SVP           | 157’944 | 42,4 % |          |
|          | Bernhard Pulver          | Grüne         | 97’275  | 26,1 % |          |
|          | Sandra Hess              | FDP           | 93’123  | 25,0 % |          |
|          | Jürg Grossen             | GLP           | 72’860  | 19,6 % |          |
|          | Lorenz Hess              | Mitte         | 41’237  | 11,1 % |          |
|          | Marc Jost                | EVP           | 28’377  | 7,6 %  |          |
|          | Madeleine Amstutz        | BSL BE1       | 16’747  | 4,5 %  |          |
|          | Pascal Fouquet           | PPS           | 10’756  | 2,9 %  |          |
|          | Jorgo Ananiadis          | PPS           | 3’978   | 1,1 %  |          |
|          | Richard Koller           | parteilos BE2 | 3’604   | 1,0 %  |          |
|          | Verena Lobsiger-Schmid   | parteilos     | 2’501   | 0,7 %  |          |
|          | Daniel Neeser            | Normalos BE3  | 2’088   | 0,6 %  |          |
|          | Adrian Spycher           | Normalos BE3  | 1’508   | 0,4 %  |          |
|          | Gianpietro Iseli         | Normalos BE3  | 1’003   | 0,3 %  |          |
|          | Romain Zbinden           | Normalos BE3  | 629     | 0,2 %  |          |
|          | Philipp Jutzi            | parteilos     | 36      | 0,0 %  |          |

### Ordentliche Wahl, 2. Wahlgang (stille Wahl)
Weil im ersten Wahlgang niemand das absolute Mehr erreicht hatte, wäre es zu einem zweiten Wahlgang gekommen. Da sich aber nach dem ersten Wahlgang alle übrigen berechtigten Kandidierenden für den zweiten Wahlgang freiwillig zurückzogen, wurden Wasserfallen und Salzmann in stiller Wahl gewählt.
| Kandidat | Kandidat                 | Partei | Stimmen     | Ergebnis |
| -------- | ------------------------ | ------ | ----------- | -------- |
|          | Flavia Wasserfallen      | SP     | stille Wahl | gewählt  |
|          | Werner Salzmann (bisher) | SVP    | stille Wahl | gewählt  |

## Kanton Freiburg

### Ordentliche Wahl, 1. Wahlgang (22. Oktober 2023)
Quelle:
Weil im 1. Wahlgang niemand das absolute Mehr von 47'789 Stimmen erreichte, musste ein 2. Wahlgang angesetzt werden.
| Kandidat | Kandidat                  | Partei    | Stimmen | %      | Ergebnis |
| -------- | ------------------------- | --------- | ------- | ------ | -------- |
|          | Isabelle Chassot (bisher) | Mitte     | 34'838  | 36,5 % |          |
|          | Johanna Gapany (bisher)   | FDP       | 27'989  | 29,8 % |          |
|          | Pierre-André Page         | SVP       | 27'280  | 28,5 % |          |
|          | Alizée Rey                | SP        | 22'634  | 23,7 % |          |
|          | Gerhard Andrey            | Grüne     | 21'150  | 22,1 % |          |
|          | Leonardo Gomez Mariaca    | GLP       | 3'400   | 3,6 %  |          |
|          | Flavio Guido              | PC/BP FR1 | 1'794   | 1,9 %  |          |

### Ordentliche Wahl, 2. Wahlgang (12. November 2023)
Quelle:
Weil im 1. Wahlgang niemand das absolute Mehr erreicht hatte, fand am 12. November 2023 ein 2. Wahlgang statt. Dabei galt das relative Mehr.
| Kandidat | Kandidat                  | Partei | Stimmen | %      | Ergebnis |
| -------- | ------------------------- | ------ | ------- | ------ | -------- |
|          | Isabelle Chassot (bisher) | Mitte  | 38'161  | 53,7 % | gewählt  |
|          | Johanna Gapany (bisher)   | FDP    | 30'538  | 42,9 % | gewählt  |
|          | Alizée Rey                | SP     | 29'624  | 41,7 % |          |

## Kanton Genf

### Ordentliche Wahl, 1. Wahlgang (22. Oktober 2023)
Quelle:
Weil im 1. Wahlgang niemand das absolute Mehr von 55’057 Stimmen erreicht hatte, musste ein 2. Wahlgang angesetzt werden.
| Kandidat | Kandidat                   | Partei       | Stimmen | %      | Ergebnis |
| -------- | -------------------------- | ------------ | ------- | ------ | -------- |
|          | Mauro Poggia               | MCG          | 38’761  | 35,2 % |          |
|          | Lisa Mazzone (bisher)      | Grüne        | 38’019  | 34,5 % |          |
|          | Carlo Sommaruga (bisher)   | SP           | 37’838  | 34,4 % |          |
|          | Céline Amaudruz            | SVP          | 28’365  | 25,8 % |          |
|          | Simone de Montmollin       | FDP          | 19’993  | 18,2 % |          |
|          | Vincent Maitre             | Mitte        | 15’877  | 14,4 % |          |
|          | Michel Matter              | GLP          | 12’729  | 11,6 % |          |
|          | Jessica Pini               | PdA          | 3’419   | 3,1 %  |          |
|          | Guillaume Thion            | Sol          | 2’026   | 1,8 %  |          |
|          | Philippe Oberson           | Peuple GE1   | 2’022   | 1,8 %  |          |
|          | Pablo Cruchon              | EàG – UP GE2 | 1’894   | 1,7 %  |          |
|          | Danielle Permentier        | EàG – UP GE2 | 1’622   | 1,5 %  |          |
|          | Anastasia-Natalia Ventouri | Peuple GE1   | 1’422   | 1,3 %  |          |

### Ordentliche Wahl, 2. Wahlgang (12. November 2023)
Quelle:
Weil im 1. Wahlgang niemand das absolute Mehr erreicht hatte, fand am 12. November 2023 ein 2. Wahlgang statt. Dabei galt das relative Mehr.
| Kandidat | Kandidat                   | Partei    | Stimmen | %      | Ergebnis |
| -------- | -------------------------- | --------- | ------- | ------ | -------- |
|          | Mauro Poggia               | MCG       | 55'317  | 54,4 % | gewählt  |
|          | Carlo Sommaruga (bisher)   | SP        | 46'423  | 45,7 % | gewählt  |
|          | Lisa Mazzone (bisher)      | Grüne     | 45'300  | 44,6 % |          |
|          | Céline Amaudruz            | SVP       | 40'371  | 39,7 % |          |
|          | Chloé Frammery             | L – P GE3 | 4'225   | 4,2 %  |          |
|          | Anastasia-Natalia Ventouri | L – P GE3 | 3'275   | 3,2 %  |          |

## Kanton Glarus

### Ordentliche Wahl (22. Oktober 2023)
Quelle:
| Kandidat | Kandidat               | Partei      | Stimmen | %      | Ergebnis |
| -------- | ---------------------- | ----------- | ------- | ------ | -------- |
|          | Benjamin Mühlemann     | FDP         | 8'704   | 68,3 % | gewählt  |
|          | Mathias Zopfi (bisher) | Grüne       | 7'286   | 57,2 % | gewählt  |
|          | Peter Rothlin          | SVP         | 5'483   | 43,0 % |          |
|          | Vereinzelte            | Vereinzelte | 1'409   | 11,1 % |          |

## Kanton Graubünden

### Ordentliche Wahl (22. Oktober 2023)
Quelle:
| Kandidat | Kandidat               | Partei    | Stimmen | %      | Ergebnis |
| -------- | ---------------------- | --------- | ------- | ------ | -------- |
|          | Stefan Engler (bisher) | Mitte     | 38'316  | 77,2 % | gewählt  |
|          | Martin Schmid (bisher) | FDP       | 33'611  | 67,8 % | gewählt  |
|          | Hans Vetsch            | parteilos | 5'723   | 11,5 % |          |

## Kanton Jura

### Ordentliche Wahl (22. Oktober 2023)
Quelle:
Im Kanton Jura wird der Ständerat nach Proporz (Verhältniswahlrecht) gewählt. Massgeblich ist also zuerst die Stimmenzahl der Partei und erst dann innerhalb der Partei die Stimmenzahl der einzelnen Kandidierenden.
| Partei              | Partei                     | Stimmen | %      | Kandidat                             | Stimmen | Ergebnis |
| ------------------- | -------------------------- | ------- | ------ | ------------------------------------ | ------- | -------- |
|                     | Die Mitte                  | 14'908  | 31,1 % | Charles Juillard (bisher)            | 8'247   | gewählt  |
| François Monin      | Die Mitte                  | 14'908  | 31,1 % | 5'728                                |         |          |
|                     | Sozialdemokratische Partei | 13'912  | 29,0 % | Mathilde Crevoisier Crelier (bisher) | 7'447   | gewählt  |
| Nathalie Barthoulot | Sozialdemokratische Partei | 13'912  | 29,0 % | 5'467                                |         |          |
|                     | Ensemble (FDP und SVP)     | 12'674  | 26,4 % | Jacques Gerber (FDP)                 | 6'257   |          |
|                     | Ensemble (FDP und SVP)     | 12'674  | 26,4 % | Thomas Stettler (SVP)                | 5'434   |          |
|                     | Grüne                      | 3'999   | 8,3 %  | Pauline Godat                        | 2'907   |          |
|                     | Grünliberale Partei        | 1'301   | 2,7 %  | Paul Monnerat                        | 720     |          |
| Ismaël Vuillaume    | Grünliberale Partei        | 1'301   | 2,7 %  | 510                                  |         |          |
|                     | HelvEthica JU1             | 1'210   | 2,5 %  | Pascal Prince                        | 684     |          |
| Alec André Schärer  | HelvEthica JU1             | 1'210   | 2,5 %  | 499                                  |         |          |

## Kanton Luzern

### Ordentliche Wahl (22. Oktober 2023)
Quelle:
| Kandidat | Kandidat               | Partei      | Stimmen | %      | Ergebnis |
| -------- | ---------------------- | ----------- | ------- | ------ | -------- |
|          | Damian Müller (bisher) | FDP         | 72’978  | 53,7 % | gewählt  |
|          | Andrea Gmür (bisher)   | Mitte       | 69’578  | 50,7 % | gewählt  |
|          | Dieter Haller          | SVP         | 32’292  | 23,5 % |          |
|          | David Roth             | SP          | 30’359  | 22,1 % |          |
|          | Laura Spring           | Grüne       | 29’049  | 21,2 % |          |
|          | Roland Fischer         | GLP         | 9’875   | 7,2 %  |          |
|          | Peter Regli            | parteilos   | 2’531   | 1,8 %  |          |
|          | Yannick Hagmann        | parteilos   | 1’090   | 0,8 %  |          |
|          | Vereinzelte            | Vereinzelte | 2’282   | 1,7 %  |          |

## Kanton Neuenburg

### Ordentliche Wahl (22. Oktober 2023)
Quelle:
Im Kanton Neuenburg wird der Ständerat nach Proporz (Verhältniswahlrecht) gewählt. Massgeblich ist also zuerst die Stimmenzahl der Partei und erst dann innerhalb der Partei die Stimmenzahl der einzelnen Kandidierenden.
| Partei             | Partei                             | Stimmen | %      | Kandidat                | Stimmen | Ergebnis |
| ------------------ | ---------------------------------- | ------- | ------ | ----------------------- | ------- | -------- |
|                    | Sozialdemokratische Partei         | 22'669  | 23,5 % | Baptiste Hurni          | 13'914  | gewählt  |
| Théo Huguenin-Elie | Sozialdemokratische Partei         | 22'669  | 23,5 % | 8'339                   |         |          |
|                    | Grüne                              | 21'907  | 22,7 % | Céline Vara (bisher)    | 12'167  | gewählt  |
| Fabien Fivaz       | Grüne                              | 21'907  | 22,7 % | 9'306                   |         |          |
|                    | FDP.Die Liberalen                  | 20'645  | 21,4 % | Philippe Bauer (bisher) | 11'900  |          |
| Pascale Leutwiler  | FDP.Die Liberalen                  | 20'645  | 21,4 % | 8'186                   |         |          |
|                    | Schweizerische Volkspartei         | 15'109  | 15,6 % | Daniel Berger           | 7'938   |          |
| Grégoire Cario     | Schweizerische Volkspartei         | 15'109  | 15,6 % | 7'011                   |         |          |
|                    | Partei der Arbeit                  | 10'261  | 10,6 % | Denis de la Reussille   | 6'091   |          |
| Sarah Blum         | Partei der Arbeit                  | 10'261  | 10,6 % | 4'039                   |         |          |
|                    | Grünliberale Partei                | 5'684   | 5,9 %  | Brigitte Leitenberg     | 3'265   |          |
| Jennifer Hirter    | Grünliberale Partei                | 5'684   | 5,9 %  | 2'367                   |         |          |
|                    | Europäische Föderalistische Partei | 300     | 0,3 %  | Jean Luc Pieren         | 202     |          |

## Kanton Nidwalden(1 Sitz)

### Ordentliche Wahl (22. Oktober 2023)
Quelle:
| Kandidat | Kandidat            | Partei        | Stimmen | %      | Ergebnis |
| -------- | ------------------- | ------------- | ------- | ------ | -------- |
|          | Hans Wicki (bisher) | FDP           | 10'817  | 70,7 % | gewählt  |
|          | Urs Lang            | Aufrecht      | 2'349   | 15,4 % |          |
|          | Benedikt Zwyssig    | parteilos NW1 | 2'134   | 13,9 % |          |

## Kanton Obwalden(1 Sitz)

### Ordentliche Wahl (22. Oktober 2023)
Für die Ständeratswahlen vom 22. Oktober 2023 meldete sich im Kanton Obwalden nur der Amtsinhaber Erich Ettlin an. Ettlin wurde daraufhin vom Regierungsrat als in stiller Wahl zum Ständerat gewählt erklärt.
| Kandidat | Kandidat              | Partei | Stimmen     | Ergebnis |
| -------- | --------------------- | ------ | ----------- | -------- |
|          | Erich Ettlin (bisher) | Mitte  | stille Wahl | gewählt  |

## Kanton Schaffhausen

### Ordentliche Wahl, 1. Wahlgang (22. Oktober 2023)
Quelle:
Weil im 1. Wahlgang nur Ständerat Hannes Germann das absolute Mehr von 13’939 Stimmen erreicht hatte, musste ein 2. Wahlgang angesetzt werden.
| Kandidat | Kandidat                | Partei      | Stimmen | %      | Ergebnis |
| -------- | ----------------------- | ----------- | ------- | ------ | -------- |
|          | Hannes Germann (bisher) | SVP         | 15'490  | 48,5 % | gewählt  |
|          | Simon Stocker           | SP          | 13'456  | 42,1 % |          |
|          | Thomas Minder (bisher)  | parteilos   | 12'054  | 37,7 % |          |
|          | Nina Schärer            | FDP         | 06'152  | 19,3 % |          |
|          | Lisa Brühlmann          | JG          | 05'093  | 15,9 % |          |
|          | Vereinzelte             | Vereinzelte | 03'517  | 11,0 % |          |

### Ordentliche Wahl, 2. Wahlgang (19. November 2023)
Quelle: 
Weil im 1. Wahlgang nur ein Kandidat das absolute Mehr erreicht hatte, fand am 12. November 2023 ein 2. Wahlgang statt. Dabei galt das relative Mehr.
| Kandidat | Kandidat               | Partei      | Stimmen | %      | Ergebnis |
| -------- | ---------------------- | ----------- | ------- | ------ | -------- |
|          | Simon Stocker          | SP          | 15’769  | 51,3 % | gewählt  |
|          | Thomas Minder (bisher) | parteilos   | 13’504  | 43,9 % |          |
|          | Nina Schärer SH1       | FDP         | 1’158   | 3,8 %  |          |
|          | Vereinzelte            | Vereinzelte | 323     | 1,1 %  |          |

### Neuwahl (29. Juni 2025)
Quelle: 
Nachdem die Wahl Simon Stockers am 26. März 2025 per Bundesgerichtsentscheid aufgehoben worden ist, wurde eine Neuwahl durchgeführt.
| Kandidat | Kandidat         | Partei      | Stimmen | %      | Ergebnis |
| -------- | ---------------- | ----------- | ------- | ------ | -------- |
|          | Severin Brüngger | FDP         | 17'064  | 51,9 % | gewählt  |
|          | Simon Stocker    | SP          | 15'575  | 47,4 % |          |
|          | Vereinzelte      | Vereinzelte | 228     | 0,7 %  |          |

## Kanton Schwyz

### Ordentliche Wahl (22. Oktober 2023)
Quelle:
| Kandidat | Kandidat                  | Partei | Stimmen | %      | Ergebnis |
| -------- | ------------------------- | ------ | ------- | ------ | -------- |
|          | Petra Gössi               | FDP    | 33’342  | 54,8 % | gewählt  |
|          | Pirmin Schwander          | SVP    | 30’112  | 49,5 % | gewählt  |
|          | Othmar Reichmuth (bisher) | Mitte  | 28’699  | 47,2 % |          |
|          | Elsbeth Anderegg Marty    | SP     | 8’425   | 13,8 % |          |
|          | Dave Heinzer              | Grüne  | 7’201   | 11,8 % |          |

## Kanton Solothurn

### Ordentliche Wahl, 1. Wahlgang (22. Oktober 2023)
Quelle:
Weil im 1. Wahlgang nur Pirmin Bischof das absolute Mehr von 43'160 Stimmen erreicht hatte, musste ein 2. Wahlgang angesetzt werden.
| Kandidat | Kandidat                | Partei | Stimmen | %      | Ergebnis |
| -------- | ----------------------- | ------ | ------- | ------ | -------- |
|          | Pirmin Bischof (bisher) | Mitte  | 46’086  | 53,4 % | gewählt  |
|          | Franziska Roth          | SP     | 30’602  | 35,4 % |          |
|          | Christian Imark         | SVP    | 29’176  | 33,8 % |          |
|          | Remo Ankli              | FDP    | 25’585  | 29,6 % |          |
|          | Felix Wettstein         | Grüne  | 14’394  | 16,7 % |          |
|          | Dieter Künzli           | GLP    | 8’701   | 10,1 % |          |

### Ordentliche Wahl, 2. Wahlgang (19. November 2023)
Quelle:
Weil im 1. Wahlgang nur ein Kandidat das absolute Mehr erreicht hatte, fand am 12. November 2023 ein 2. Wahlgang statt. Dabei galt das relative Mehr.
| Kandidat | Kandidat        | Partei | Stimmen | %      | Ergebnis |
| -------- | --------------- | ------ | ------- | ------ | -------- |
|          | Franziska Roth  | SP     | 43'668  | 54,9 % | gewählt  |
|          | Christian Imark | SVP    | 35'904  | 45,1 % |          |

## Kanton St. Gallen

### Ordentliche Wahl (22. Oktober 2023)
Quelle:
| Kandidat | Kandidat                | Partei      | Stimmen | %      | Ergebnis |
| -------- | ----------------------- | ----------- | ------- | ------ | -------- |
|          | Benedikt Würth (bisher) | Mitte       | 88’888  | 57,4 % | gewählt  |
|          | Esther Friedli (bisher) | SVP         | 88’134  | 57,0 % | gewählt  |
|          | Arbër Bullakaj          | SP          | 24’373  | 15,8 % |          |
|          | Meret Grob              | Grüne       | 24’004  | 15,5 % |          |
|          | Oskar Seger             | FDP         | 21’560  | 13,9 % |          |
|          | Andrin Monstein         | GLP         | 19’244  | 12,9 % |          |
|          | Patrick Jetzer          | Aufrecht    | 5’685   | 3,7 %  |          |
|          | Stefan Hubschmid        | PfSG SG2    | 4’094   | 2,6 %  |          |
|          | Vereinzelte             | Vereinzelte | 2’895   | 1,9 %  |          |

## Kanton Tessin

### Ordentliche Wahl, 1. Wahlgang (22. Oktober 2023)
Quelle: 
Weil im 1. Wahlgang niemand das absolute Mehr von 51'831 Stimmen erreicht hatte, musste ein 2. Wahlgang angesetzt werden.
| Kandidat | Kandidat                | Partei         | Stimmen | %      | Ergebnis |
| -------- | ----------------------- | -------------- | ------- | ------ | -------- |
|          | Marco Chiesa (bisher)   | SVP            | 39'024  | 37,6 % |          |
|          | Fabio Regazzi           | Mitte          | 28'749  | 27,7 % |          |
|          | Alex Farinelli          | FDP            | 27'221  | 26,3 % |          |
|          | Greta Gysin             | Grüne          | 22'321  | 21,5 % |          |
|          | Bruno Storni            | SP             | 19'359  | 18,7 % |          |
|          | Amalia Mirante          | ATL TI1        | 13'744  | 13,3 % |          |
|          | Massimiliano Ay         | No UE–No NATO  | 4'212   | 4,1 %  |          |
|          | Werner Nussbaumer       | HelvEthica TI2 | 3'724   | 3,6 %  |          |
|          | Jacques Ducry           | CR TI3         | 3'411   | 3,3 %  |          |
|          | Evelyne Battaglia-Richi | GLP            | 2'923   | 2,8 %  |          |
|          | Simone Conti            | CR TI3         | 803     | 0,8 %  |          |

### Ordentliche Wahl, 2. Wahlgang (19. November 2023)
Weil im 1. Wahlgang niemand das absolute Mehr erreicht hatte, fand am 19. November 2023 ein 2. Wahlgang statt. Dabei galt das relative Mehr.
Quelle: 
| Kandidat | Kandidat              | Partei  | Stimmen | %      | Ergebnis |
| -------- | --------------------- | ------- | ------- | ------ | -------- |
|          | Marco Chiesa (bisher) | SVP     | 40'549  | 40,3 % | gewählt  |
|          | Fabio Regazzi         | Mitte   | 31'962  | 31,8 % | gewählt  |
|          | Alex Farinelli        | FDP     | 29'556  | 29,4 % |          |
|          | Greta Gysin           | Grüne   | 27'606  | 27,4 % |          |
|          | Amalia Mirante        | ATL TI1 | 19'527  | 19,4 % |          |

## Kanton Thurgau

### Ordentliche Wahl (22. Oktober 2023)
Quelle:
| Kandidat | Kandidat                         | Partei      | Stimmen | %      | Ergebnis |
| -------- | -------------------------------- | ----------- | ------- | ------ | -------- |
|          | Brigitte Häberli-Koller (bisher) | Mitte       | 51'209  | 63,5 % | gewählt  |
|          | Jakob Stark (bisher)             | SVP         | 46'126  | 57,2 % | gewählt  |
|          | Stefan Leuthold                  | GLP         | 19'290  | 23,9 % |          |
|          | Kristiane Vietze                 | FDP         | 17'665  | 21,9 % |          |
|          | Robin Spiri                      | Aufrecht    | 7'397   | 9,2 %  |          |
|          | Gabriela Coray                   | parteilos   | 3'623   | 4,5 %  |          |
|          | Vereinzelte                      | Vereinzelte | 5'227   | 6,5 %  |          |

## Kanton Uri

### Ordentliche Wahl (22. Oktober 2023)
Quelle:
| Kandidat | Kandidat              | Partei      | Stimmen | %      | Ergebnis |
| -------- | --------------------- | ----------- | ------- | ------ | -------- |
|          | Heidi Z’graggen       | Mitte       | 8'581   | 78,6 % | gewählt  |
|          | Josef Dittli (bisher) | FDP         | 8'399   | 76,9 % | gewählt  |
|          | Vereinzelte           | Vereinzelte | 2'739   | 25,1 % |          |

## Kanton Waadt

### Ordentliche Wahl, 1. Wahlgang (22. Oktober 2023)
Quelle:
Weil im 1. Wahlgang nur Pierre-Yves Maillard das absolute Mehr von 97'407 Stimmen erreicht hatte, musste ein 2. Wahlgang angesetzt werden.
| Kandidat | Kandidat             | Partei         | Stimmen | %      | Ergebnis |
| -------- | -------------------- | -------------- | ------- | ------ | -------- |
|          | Pierre-Yves Maillard | SP             | 101'880 | 52,3 % | gewählt  |
|          | Pascal Broulis       | FDP            | 85'171  | 43,7 % |          |
|          | Michaël Buffat       | SVP            | 52'518  | 27,0 % |          |
|          | Raphaël Mahaim       | Grüne          | 48'087  | 24,7 % |          |
|          | Céline Weber         | GLP            | 26'243  | 13,5 % |          |
|          | Angela Zimmermann    | JG             | 14'070  | 7,2 %  |          |
|          | Ella-Mona Chevalley  | EàG VD1        | 8'896   | 4,6 %  |          |
|          | Emmanuel Gétaz       | Libres VD2     | 7'176   | 3,7 %  |          |
|          | Hadrien Buclin       | EàG VD1        | 6'485   | 3,3 %  |          |
|          | Anaïs Timofte        | PdA            | 5'583   | 2,9 %  |          |
|          | François Meylan      | Ind. vaud. VD3 | 4'918   | 2,5 %  |          |
|          | Margarida Janeiro    | JUSO           | 4'894   | 2,5 %  |          |
|          | Zakaria Dridi        | PdA            | 2'509   | 1,3 %  |          |

### Ordentliche Wahl, 2. Wahlgang (12. November 2023)
Weil im 1. Wahlgang nur ein Kandidat das absolute Mehr erreicht hatte, fand am 12. November 2023 ein 2. Wahlgang statt. Dabei galt das relative Mehr.
Quelle: 
| Kandidat | Kandidat       | Partei | Stimmen | %      | Ergebnis |
| -------- | -------------- | ------ | ------- | ------ | -------- |
|          | Pascal Broulis | FDP    | 89'058  | 53,6 % | gewählt  |
|          | Raphaël Mahaim | Grüne  | 74'648  | 44,9 % |          |

## Kanton Wallis

### Ordentliche Wahl, 1. Wahlgang (22. Oktober 2023)
Quelle:
Weil im 1. Wahlgang niemand das absolute Mehr von 54'206 Stimmen erreicht hatte, musste ein 2. Wahlgang angesetzt werden.
| Kandidat | Kandidat                | Partei | Stimmen | %      | Ergebnis |
| -------- | ----------------------- | ------ | ------- | ------ | -------- |
|          | Beat Rieder (bisher)    | Mitte  | 52’748  | 48,7 % |          |
|          | Marianne Maret (bisher) | Mitte  | 43’204  | 39,9 % |          |
|          | Philippe Nantermod      | FDP    | 25’145  | 23,2 % |          |
|          | Jean-Luc Addor          | SVP    | 23’371  | 21,6 % |          |
|          | Céline Dessimoz         | Grüne  | 13’704  | 12,6 % |          |
|          | Claudia Alpiger         | SP     | 12’497  | 11,5 % |          |
|          | Aferdita Bogiqi         | SP     | 11’235  | 10,4 % |          |
|          | Philippe Jansen         | GLP    | 6’770   | 6,2 %  |          |
|          | Jeannette Salzmann      | GLP    | 5’349   | 4,9 %  |          |

### Ordentliche Wahl, 2. Wahlgang (12. November 2023)
Weil im 1. Wahlgang niemand das absolute Mehr erreicht hatte, fand am 12. November 2023 ein 2. Wahlgang statt. Dabei galt das relative Mehr.
Quelle:
| Kandidat | Kandidat                | Partei | Stimmen | %      | Ergebnis |
| -------- | ----------------------- | ------ | ------- | ------ | -------- |
|          | Beat Rieder (bisher)    | Mitte  | 56'306  | 67,5 % | gewählt  |
|          | Marianne Maret (bisher) | Mitte  | 54'273  | 65,1 % | gewählt  |
|          | Philippe Nantermod      | FDP    | 29'143  | 34,9 % |          |

## Kanton Zug

### Ordentliche Wahl (22. Oktober 2023)
Quelle:
| Kandidat | Kandidat                 | Partei    | Stimmen | %      | Ergebnis |
| -------- | ------------------------ | --------- | ------- | ------ | -------- |
|          | Peter Hegglin (bisher)   | Mitte     | 23'077  | 55,6 % | gewählt  |
|          | Matthias Michel (bisher) | FDP       | 22'673  | 54,6 % | gewählt  |
|          | Thomas Werner            | SVP       | 9'939   | 23,9 % |          |
|          | Manuela Weichelt         | Grüne     | 9'123   | 22,0 % |          |
|          | Kim Leandra Weber        | GLP       | 5'205   | 12,5 % |          |
|          | Marco Rima               | parteilos | 3'941   | 9,5 %  |          |
|          | Stefan Thöni             | PARAT ZG1 | 1'492   | 3,6 %  |          |
|          | Adi Hadodo               | Aufrecht  | 1'029   | 2,5 %  |          |
|          | René Zimmermann          | Aufrecht  | 1'025   | 2,5 %  |          |

## Kanton Zürich

### Ordentliche Wahl, 1. Wahlgang (22. Oktober 2023)
Quelle:
Weil im 1. Wahlgang nur Daniel Jositsch das absolute Mehr von 218’128 Stimmen erreicht hatte, musste ein 2. Wahlgang angesetzt werden.
| Kandidat | Kandidat                 | Partei      | Stimmen | %      | Ergebnis |
| -------- | ------------------------ | ----------- | ------- | ------ | -------- |
|          | Daniel Jositsch (bisher) | SP          | 236’775 | 51,8 % | gewählt  |
|          | Gregor Rutz              | SVP         | 154’910 | 33,9 % |          |
|          | Regine Sauter            | FDP         | 120’571 | 26,4 % |          |
|          | Tiana Angelina Moser     | GLP         | 105’604 | 23,1 % |          |
|          | Daniel Leupi             | Grüne       | 97’520  | 21,3 % |          |
|          | Philipp Kutter           | Mitte       | 66’770  | 14,6 % |          |
|          | Nik Gugger               | EVP         | 32’941  | 7,2 %  |          |
|          | Peter Vetsch             | parteilos   | 10’066  | 2,2 %  |          |
|          | Sevin Senem Satan        | PdA         | 8’880   | 1,9 %  |          |
|          | Rita Maiorano            | PdA         | 8’054   | 1,8 %  |          |
|          | Bernhard Schmidt         | parteilos   | 6’787   | 1,5 %  |          |
|          | Jonathan Ravindran       | parteilos   | 3’822   | 0,8 %  |          |
|          | Vereinzelte              | Vereinzelte | 19’809  | 4,3 %  |          |

### Ordentliche Wahl, 2. Wahlgang (19. November 2023)
Quelle:
Weil im 1. Wahlgang nur ein Kandidat das absolute Mehr erreicht hatte, fand am 12. November 2023 ein 2. Wahlgang statt. Dabei galt das relative Mehr.
| Kandidat | Kandidat             | Partei      | Stimmen | %      | Ergebnis |
| -------- | -------------------- | ----------- | ------- | ------ | -------- |
|          | Tiana Angelina Moser | GLP         | 206'493 | 54,3 % | gewählt  |
|          | Gregor Rutz          | SVP         | 159'328 | 41,9 % |          |
|          | Peter Vetsch         | parteilos   | 4'167   | 1,1 %  |          |
|          | Arthur Varnholt      | parteilos   | 3'454   | 0,9 %  |          |
|          | Bernhard Schmidt     | parteilos   | 3'448   | 0,9 %  |          |
|          | Jonathan Ravindran   | parteilos   | 2'069   | 0,5 %  |          |
|          | Vereinzelte          | Vereinzelte | 1'552   | 0,4 %  |          |